# 田部正壮

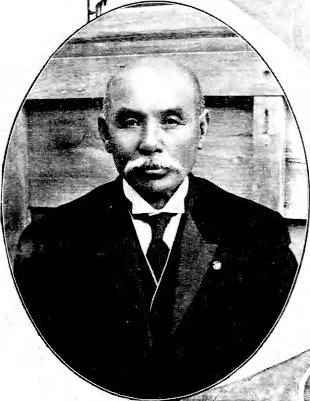
田部正壮

田部 正壮（たなべ まさたけ、1849年12月21日（嘉永2年11月7日） - 1939年（昭和14年）9月21日）は、日本の陸軍軍人。最終階級は陸軍中将。第12代広島市長。維新後の族籍は広島県士族。

## 経歴
安芸国（現広島県）出身。田部友蔵の長男。1868年（明治元年）、戊辰の役に芸藩の一卒として東征軍に従う。1872年（明治5年）、陸軍歩兵少尉心得に任ぜられる。西南戦争では教導団の引率をつとめた。近衛歩兵第4連隊第1大隊長、近衛副官を経て、日清戦争時には近衛師団兵站官を務め、後に台湾総督府副官に転じた。
1896年（明治29年）9月25日、歩兵第2連隊長に歩兵中佐で任命され、翌年10月11日に歩兵大佐に昇進した。1903年（明治36年）7月2日、少将に昇進。日露戦争では第8師団隷下の歩兵第16旅団長として黒溝台会戦に参戦。さらに第3師団に属し歩兵第5旅団長を務め、奉天会戦に参戦した。戦後の1907年（明治40年）11月7日に中将に補せられ、同時に後備役編入となった。
1917年（大正6年）10月8日から1921年（大正10年）10月7日まで広島市長を務めた。

## 人物
趣味は漢詩、和歌、俳句、彫刻、陶器、絵画。住所は広島県広島市字段原村。

## 栄典・授章・授賞
位階
- 1885年（明治18年）10月31日 - 従六位[17]
- 1892年（明治25年）3月11日 - 正六位[18]
- 1902年（明治35年）10月20日 - 正五位[19]
- 1907年（明治40年）11月7日 - 従四位[20]
- 1939年（昭和14年）9月21日 - 正四位[21]

勲章等
- 1889年（明治22年）11月29日 - 大日本帝国憲法発布記念章[22]
- 1895年（明治28年）11月18日 - 明治二十七八年従軍記章[23]
- 1896年（明治29年）4月11日 - 功四級金鵄勲章・勲三等瑞宝章[24]
- 1905年（明治38年）11月30日 - 勲二等瑞宝章[25]
- 1906年（明治39年）4月1日 - 功三級金鵄勲章、旭日重光章、明治三十七八年従軍記章[26]

## 家族・親族
田部家
『広島県誌』によると「田部家は祖先の田部正光が初めて浅野家に仕えた。以来代々藩士である。正壮はその八代の嫡嗣である。」という。
- 父・友蔵（広島県士族）[3] - 藩命により砲術火薬の製造に従事する[1]。
- 妹
  - つね（1863年 - ?）[3]
  - とも（1859年 - ?、広島県士族・坪井常太郎の妻）[3]
- 妻・とら（1864年 - ?、広島県士族・成川峰之進の妹）[3]
- 男・章一（1883年 - ?）[3]
- 男・浩[3]（1888年 - ?、医学博士[1]、病理学者、岡山大学教授）
- 男・馨（1897年 - ?）[3][16]
- 男・威（1898年 - ?）[3]
- 男・實（1899年 - ?）[3]
- 男・修（1900年 - ?）[3]
- 男・豊（1902年 - ?）[3]
- 九男・辰（1904年 - ?）[5]
- 女・かう[3]あるいはカウ[5]（1891年 - ?）
- 女・喜代子（1893年 - ?）[3]